# X-CD-Roast
X-CD-Roast war eines der ersten CD-Brennprogramme mit grafischer Oberfläche auf Unix-Systemen.
X-CD-Roast ist ein Frontend für die cdrtools und unterstützt dadurch sowohl SCSI- als auch IDE-CD-Brenner auf allen aktuellen Betriebssystemen. Die meisten der im Handel erhältlichen Geräte werden von X-CD-Roast automatisch erkannt.

## Ausstattung
- Erzeugung von ISO9660-CDs
- Erzeugung von Audio-CDs
- Erzeugung von DVDs
- Automatische Erkennung von SATA-, USB-, SCSI- und IDE-Laufwerken